# Колесов, Николай Владимирович
Николай Владимирович Колесов (16 октября 1921 — 25 мая 1975) — советский хозяйственный, государственный и политический деятель. Участник советско-финской и Великой Отечественной войны. Член КПСС.

## Биография
Родился в 1921 году в Костроме.
С 1946 года — на хозяйственной, общественной и политической работе. В 1946—1975 гг. — литсотрудник в многотиражной газете, журналист «Московского комсомольца», «Московской правды», «Ленинского знамени», главный редактор газеты «Водный транспорт». Член редколлегии «Правды», ответственный секретарь этой газеты, начальник главной редакции союзной информации, заместитель генерального директора Телеграфного агентства Советского Союза.
Умер в Москве в 1975 году.